# Transfokacja
Transfokacja – zabieg w fotografii oparty na zmianie ogniskowej (zoomu) podczas naświetlania błony fotograficznej. Polega na zmianie kąta widzenia w obiektywie, co powoduje wrażenie „spłaszczenia perspektywy” i mniejszej głębi ostrości. W rzeczywistości podczas jazdy kamery, czyli jej ruchu na wózku lub kranie, głębia ostrości ani perspektywa nie ulega zmianie, lecz zmienia się tło i elementy otoczenia.

## Zalecenia
Transfokacja powinna być zabiegiem używanym tylko w szczególnych przypadkach. Nie powinno się jej zatem stosować jako efektu samego w sobie. Aby zdjęcie przy użyciu efektu transfokacji wyszło odpowiednio, fotograf powinien mieć zawsze przygotowaną dokładną kompozycję kadru, od której chce rozpocząć zdjęcia oraz szczegóły obrazu, który chce uzyskać poprzez zmianę długości obiektywu.

## Zależności techniczne
Istnieje jednak znacząca różnica pomiędzy transfokacją a najazdami i odjazdami. Rzeczywistym ruchom aparatu bądź też kamery w przód i w tył towarzyszy zmiana wzajemnego położenia między widocznymi w kadrze obiektami, zwłaszcza gdy znajdują się one w różnych odległościach od obiektywu. W aparatach i kamerach kompaktowych transfokacja (czyli inaczej „zoomowanie”) wykonywana jest przy pomocy dźwigienki i ma zawsze charakter płynny, choć zdarzają się wyjątki modeli z różnymi prędkościami. W przypadku cyfrowych lustrzanek zabieg ten przeprowadzany jest manualnie, przy pomocy tzw. pierścienia na obiektywie, dzięki czemu płynność i dynamika zmiany ogniskowej jest zależna jedynie od operatora.

## Współczesne wykorzystanie
Transfokacja jest obecnie jednym z najczęściej używanych zabiegów filmowych, który wykorzystują nie tylko amatorzy, ale też realizatorzy reportaży. Tymczasem jej pole zastosowania jest silnie ograniczone, ze względu na mało realistyczny wygląd przybliżeń i oddaleń. W większości szkół filmowych stosowanie tej techniki jest krytykowane. Za jedyny wyjątek uznaje się wywołanie określonego efektu – najczęściej mającego charakter sztuczki filmowej. Daje ona jednak dość marny efekt, zatem jeśli nie zachodzi potrzeba zmiany ogniskowej, podczas realizacji danego ujęcia, to powinno się odejść od tej formy.